# 热比娅·卡德尔
热比娅·卡德尔（1946年11月15日—），原先为一名新疆维吾尔自治区维吾尔族商人，曾經当选第八届全国政协委员，她被中華人民共和國政府以「向境外組織非法提供國家情報」罪名判處入獄，於2005年獲批保外就醫並流亡美國。熱比婭於2006年當选世界維吾爾代表大會第二屆主席，於2009年連任。她亦自2005年至2010年多次獲提名角逐諾貝爾和平獎。

## 生平

### 家庭背景
热比娅·卡德尔出生于新疆承化縣，是其父卡德尔·坎吉与其母塔塔查浑的第3女。1961年，她与母亲、弟妹投奔其在阿克苏市做教师的姐姐左然木。1962年4月，热比娅在撮合下，与提供其家人住宿的阿不都热依木·托乎提结婚，从1964年至1976年共生育6个子女，包括大儿子卡哈尔·阿不都热依木，女儿茹仙古丽·阿不都热依木，与小儿子阿里木·阿不都热依木。在文化大革命中，因售卖鞋服而被冠以“投机倒把”的罪名批斗，导致与前夫离婚。

### 從商致富
1976年，热比娅在阿克苏开办了一所洗衣房，赚得其第一桶金—3,000元人民币。1981年，她再次结婚，其夫斯迪克·哈吉·肉孜时任新疆某大学副教授，因政治问题，其妻买合木沙（同为左然木的同事）主动与其离婚。热比娅后与现任丈夫生育5个子女。在乌鲁木齐，热比娅承包了市区二道桥菜市场，将其改建成“三八市场”，主营维吾尔族民族服饰，成为新疆第一家个体市场。1985年，热比娅又将该市场改建成一座占地1.4万平方米商厦，以自己的名字命名。
在苏联解体之际，热比娅在与中亚的边境贸易中积累了大量财富，鼎盛时她的净资产达到2亿多元人民币，一度进入中国富豪排名前五位，是新疆著名的“百万富婆”。其身为阿克达工贸有限公司的总裁，名下拥有八家企业，跨中国、俄罗斯和哈萨克斯坦。此外，还拥有乌鲁木齐市繁华地段1.2万平方公尺的地皮。

### 從政與入獄
1993年，热比娅·卡德尔被中华全国工商业联合会提名推荐当选第八届全国政协委员。1995年9月，她又作为中国大陸妇女代表，出席了在北京举行的世界妇女大会。热比娅曾任新疆维吾尔自治区工商业联合会副主席、新疆维吾尔自治区女企业家协会副会长等职务。1996年热比娅的丈夫斯迪克·哈吉·肉孜因抗議維吾爾人在中國大陸受到不平等待遇，被公安約談後逃往美國。此后热比娅拒絕發表反對其丈夫的声明，1998年起热比娅未再续任全国政协委员。
1999年8月13日，热比娅·卡德尔在试图同一个正访问乌鲁木齐的美国国会议员助手代表团会面时，被政府逮捕。2000年3月10日，以“向境外组织非法提供国家情报”的罪名被判处有期徒刑8年。
在监狱内接受采访时，热比娅曾公开发誓，今后绝对遵守中國大陸法律，不違背國家。
2004年9月24日，挪威拉夫托人权基金会宣布将该年度的拉夫托人权奖授予热比娅。此时热比娅仍被关押在中国大陸的监狱中。

### 保外赴美

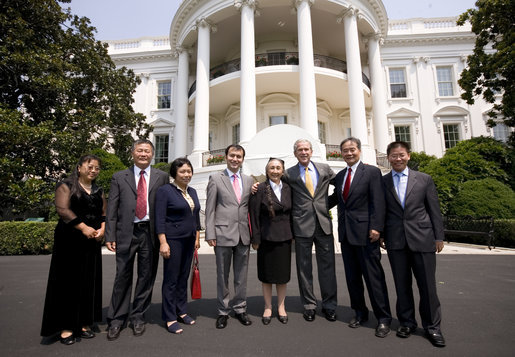
2008年7月第43任美国总统布什在白宫接见热比娅等人

2005年3月14日，热比娅以保外就医的名义被释放，避难美国。國際特赦組織表示歡迎，但懷疑這是中国當局以釋放作為條件換取美國於同天宣佈不在聯合國人權委員會支持一項有關中國當局的決議。
2006年5月，热比娅名下的阿克达工贸有限公司被烏魯木齊政府指控自1994年至2004年“大规模偷漏税”800多万元人民币，欠缴滞纳金2000余万元；并“拖欠国家银行贷款”和个人各类债务2800多万元。6月1日，热比娅的两个儿子阿里木·阿不都热依木和阿不力克木·阿不都热依木以“涉嫌暴力抗法罪”被刑事拘留，其女茹仙古丽·阿不都热依木被监视居住。
2006年9月，热比娅获得诺贝尔和平奖提名，中國當局随即表示不满，并称其“勾结境外的东突恐怖势力”。热比娅聲稱“自己不是恐怖分子、是用和平方法解決問題”。但2006年5月29日起，热比娅担任维吾尔裔美国人协会主席。

### 當選世界維吾爾代表大會主席
2006年11月26日，热比娅在德国慕尼黑举行的世界維吾爾代表大會上当选为该组织的第二屆主席。中国大陸當局在第二天便查出其具有严重偷税行为，并以偷税罪判处热比亚家族的阿克达工贸有限公司和热比娅大厦商贸有限公司共计罚款2200万元人民币，判处热比亚的儿子阿里木·阿不都热依木有期徒刑7年，罚款50万；另一儿子卡哈尔·阿不都热依木免予刑事处罚，但仍被判罚金10万元。此时，热比亚还有一个儿子阿不力克木·阿不都热依木也正在被关押中。
新疆维吾尔自治区公安厅2007年1月8日下午宣布，新疆警方1月5日捣毁一处“东突”恐怖训练营，击毙18名恐怖分子，逮捕17人。 而热比娅坚持否认新疆存在东突厥斯坦伊斯兰运动之組織，自称所有的维吾尔组织都是以和平方式抗争。媒體亦報導世界維吾爾代表大會與东突厥斯坦伊斯兰运动並無關連。
2009年5月續任世維大會第三屆主席。
熱比婭分別於2005、2006、2007、2009、2010年受到诺贝尔和平奖提名。2010年12月，她獲邀以觀禮嘉賓身份出席參加「零八憲章」起草人劉曉波榮獲諾貝爾和平獎頒獎典禮。

### 乌鲁木齐七·五事件

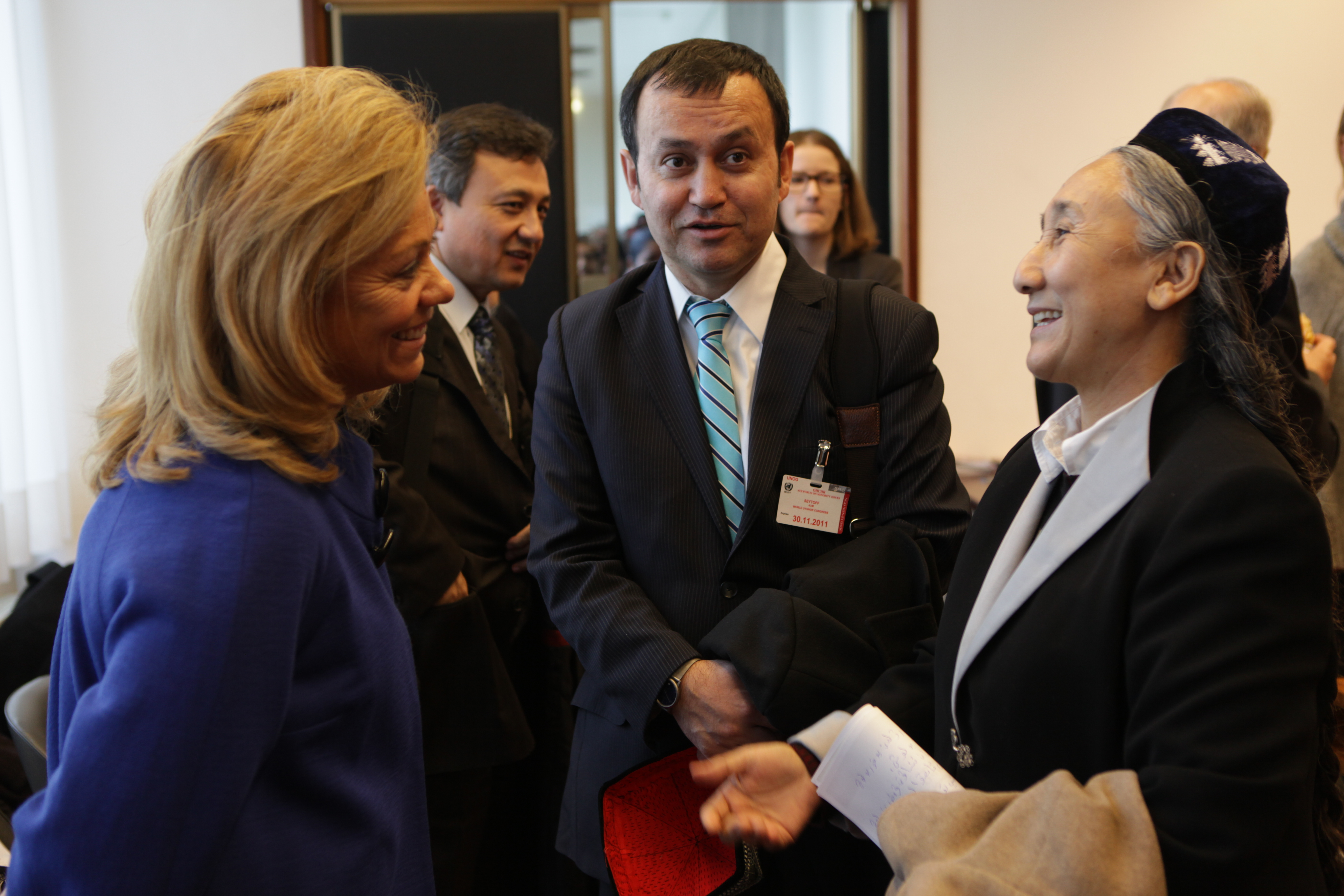
2011年11月美国第19任驻联合国人权理事会大使艾琳·杜納霍在联合国日内瓦办事处接见热比娅

2009年7月，乌鲁木齐七五事件造成至少197人死亡，1721人受伤。中华人民共和国政府認為热比娅是乌鲁木齐七五事件的幕后策划者。热比娅否认表示她的評論與事件無關。中國共產黨新疆自治区黨委副書記、新疆自治区主席努尔·白克力在发表电视讲话中指称热比娅是“暴力恐怖分子”，并在幕后主使了整个暴力恐怖事件。热比娅在乌鲁木齐七·五暴力事件時人在美國。她称事件“是中國政府對維族的歧視性民族政策和鎮壓造成的”，「這個事情不是我做出來的而是中國政府自己做出來的，维吾尔人在中国的控制下，毫无民主、人权、宗教自由，在自己的国家成为了二等公民」。此后，热比娅接受半岛电台采访時，用了一張照片描述烏魯木齊現場，但被發現實為石首事件的照片。对此，世界维吾尔代表大会新闻发言人迪里夏解释是在热比娅录影之前，有人提供了该照片，但此人找不到了。人民网撰文称2009年7月29日下午热比娅在东京出席记者会上的发言充满矛盾、让人不解。

### 访日
2009年7月28日，热比娅应國際特赦組織日本支部的邀请首次访日。中国大陸驻日本大使崔天凯向日本政府发出警告，崔天凯在日本传媒机构奔走，呼吁日本理解中国大陸对热比娅访日的不快，但未能引起关注。世维会日本支部代表依里哈木反驳中国大陸指称世维会背后指使的说法，他说：“我们希望成立一个由第三者组成的独立调查团查清事件是我们挑拨的，还是中共自己的表演”。依里哈木还表明，他们今后要努力让世界了解事件真相。中评社報導热比娅在接受日本《产经新闻》访问时，宣称将在中国大陆60年“国庆”之际，“展开新行动”。
2012年5月，热比娅出席东京“支持世界维吾尔大会与中国霸权斗争”的座谈会，并捐款10万日元给东京都政府购买东海钓鱼岛，同时，她还参拜了靖国神社。

### 中華人民共和國指控
中華人民共和國當局指控热比娅为首的世界维吾尔代表大会直接煽动、策划、指挥境内犯罪分子制造了乌鲁木齐七五事件。
新华社報導，2009年7月24日热比娅国内亲属12人，分別是熱比婭的兒子卡哈爾、女兒茹仙古麗、女婿開塞爾·阿皮孜、弟弟買買提、姐姐左克拉·卡德爾、養女熱孜亞·卡德爾，還有五人是熱比婭的孫輩，12人写公开信给热比娅，要求其放弃煽动新疆暴力事件。他们并集体向七五暴力事件遇害者道歉：“作为热比娅·卡德尔的子女及亲属，我们对（热比娅）所实施的以分裂为目的的这次暴力事件非常气愤，并向这次事件中无辜死亡的群众和他们的家属说声道歉。”“同时我们希望所有的维吾尔族兄弟们不要相信（热比娅）的话，我们各族群众要团结和睦相处，为建设安定、美丽、幸福的新疆尽自己的一份力。”热比娅的弟弟和儿女也再次证实热比娅事先知晓和指导了此次暴力事件。热比娅亲属随后接受了新华社的采访，表示信件确实是他们写的，并对热比娅的行为表示不满。
世界維吾爾代表大會的發言人迪里夏提（Dilshat Reshit）告訴法新社記者称热比娅亲属信件是假造的。迪里夏提向美國之音表示，熱比婭子女和親屬寫信和接受採訪，是中國當局威逼利誘的結果。他說，「在中國這樣一個法制不健全，而且濫用司法的國家，任何人隨時隨地有可能受到任何方式的胁迫，違背自己的良心和意願，從事不該從事的事情，他們沒有任何選擇的自由。」迪里夏提表示，自從熱比婭到美國後，兩個兒子被判刑，女兒茹仙古麗也曾遭到軟禁。家人和親屬也一直受到監控。他並說，中國當局的目的一是詆毀熱比婭的形象，另一個就是將新疆騷亂事件嫁禍於熱比婭和世維大會。

### 紀錄片《愛的10個條件》
2009年7月第58屆墨爾本國際電影節放映一部热比娅的紀錄片《愛的10個條件》（The 10 Conditions of Love）並邀請熱比婭出席。中華人民共和國駐墨爾本總領事館要求主辦單位不能放映這部紀錄片也不能邀請熱比婭出席，但遭到主辦單位拒絕。原本準備參加墨爾本國際電影節的7部華語片退出。電影節網上售票系統被相信是中華人民共和國的駭客攻擊，在網上虛假購買大量門票，癱瘓售票系統。電影節網頁也被改為五星紅旗與反對热比娅的口號。中華人民共和國外交部發言人秦剛本月表示，北京反對任何國家給現年62歲的熱比婭“提供從事反華分裂活動的舞台”。紀錄片導演Jeff Daniel表示這樣也好，人們可以看到不同的觀點，只是對中华人民共和国當局的強大壓力導致現場保安人員密佈。《愛的10個條件》門票稍後銷售一空。電影節主辦方邀請熱比婭出席周六（8月8日）的紀錄片首映式，澳洲向熱比婭簽發入境簽證，中华人民共和国副外交部長張志軍上月底召見澳大利亚駐華大使，提出嚴正交涉和強烈不滿。新西蘭毛利電視台也宣布，將於下月1日播出該紀錄片。台灣高雄市電影圖書館原計畫於2009年10月的高雄電影節期間播放此記錄片，但引起大陸赴台觀光團退房潮，高雄市觀光協會抗議此舉嚴重影響觀光業者生計，同時中華人民共和國國台辦也發表聲明強烈反對播放，因此主辦單位宣佈改在9月22及23日共播映四場。中華民國高雄市長陳菊表示高雄市的觀光若僅靠中華人民共和國的善意將是很危險的事
中華民國內政部長江宜樺於同月25日表示世界維吾爾代表大會大會秘書長多里坤·艾沙是國際刑警組織所通令發布的重要國際恐怖組織人物，基於國家利益考量，將禁止熱比婭入境中華民國。中華民國行政院長吳敦義聽取報告後，也支持內政部的決定。但國際刑警組織網站與國際媒體均查無多里坤·艾沙的通緝資料，只有中方媒體報導與中國大陸公安部公布名單。江宜樺29日面對立委賴清德的質詢，有解釋名單不是一般人在世界刑警組織的網站就可以查到，所有恐怖分子網站的名單，必須要有特殊的密碼方能知曉。國際刑警組織职能僅是代會員國傳播要犯資料，並不代表國際刑警組織的立場。也就是多里坤只是列名在會員國通知的紅色通報（Red Notice）。

### 支持聯合國人權調查
热比娅於2009年9月1日以世界维吾尔代表大会主席身份出席了欧洲议会人权委员会举行的有关中国大陸人权状况的讨论。在與热比娅共同舉行的記者會中，欧洲议会人权委员会主席、芬兰籍女议员海迪·豪塔拉表示欧洲议会支持聯合國應該主導獨立的國際調查團調查烏魯木齊七·五暴力事件中各方違反人權的行為。热比娅說有一萬維吾爾人在事件後失蹤，並指控中共在新疆對維吾爾人進行文化上的種族滅絕。

### 歐洲議會質疑
新華社以「熱比婭在歐洲議會鼓吹『疆獨』遭批駁」為標題報導歐洲議會歐中友好小組主席、英國籍議員德瓦對熱比婭的演講內容提出了質疑。内傑·德瓦說，如果真如熱比婭所言，中國大陸當局統治新疆以來長期壓迫維吾爾族穆斯林，剝奪他們的宗教信仰自由，消滅他們的語言和文化，熱比婭身為一名維吾爾族人當年何以能成為百萬富翁並當選為中國大陸全國政協委員，前後生育了11個孩子，今天又在歐洲議會用一口流利的維吾爾語發表詆毀中國大陸當局的言論。
新華社又報導欧洲议会英国籍议员查尔斯·坦诺克指出，保护少数民族权益并不意味着支持少数民族分裂势力的暴力活动，以及反对中共对自己的一个省份所拥有的合法权利和占人口多数的汉族人权益。坦诺克说，热比娅的部分指责与他所了解的事实相左。他举例说，较之汉族人要严格遵守计划生育政策，维吾尔族等少数民族却相对受到优待，可以生更多的孩子；维吾尔族等穆斯林群体的宗教信仰得到了更好的保护，这一点从新疆的众多清真寺就可以看出。坦诺克认为，一个中国政策是所有欧盟成员国的共同立场，欧洲议会不应当支持中国境内受到宗教极端组织支持的分裂主义势力。
新華社報導称，会议的欧洲议会人权委员会主席、芬兰籍女议员海迪·豪塔拉强调，热比娅到会并不意味着她本人支持“疆独”主张。

## 争议
2019年12月，BBC在专文介绍“2002年被联合国列入了恐怖组织名单的‘东突厥斯坦伊斯兰运动’”时，写道：“世界维吾尔代表大会主席热比娅否认新疆存在有东突厥斯坦伊斯兰运动之组织，声称所有的维吾尔组织都是以「和平方式」抗争。”

## 参閲
- 乌鲁木齐七·五骚乱